# 双重顶/双重底形态
双重顶和双重底是在股票、商品、货币和其他资产的金融交易市场的技术分析中观察到的反转图表模式。  

## 双重顶

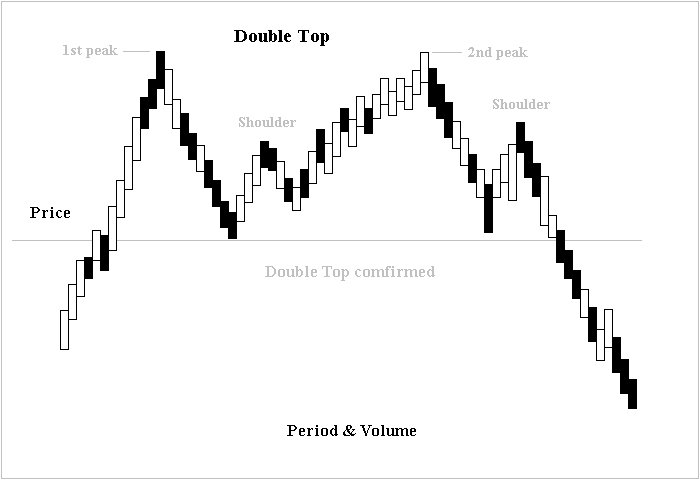
双重顶确认

双重顶是在牛市结束时经常出现的价格形态。它在市场价格与时间的图表上表现为大致相同价格的两个连续高峰。这两个高峰之间由一个价格最低点，即谷底，分隔开来。这个最低点的价格水平被称为形态的颈线。当价格跌破颈线时，形态被完成和确认，表明进一步的价格下跌即将发生或极有可能发生。
双重顶形态显示，需求在第一个顶部超过了供给（买方占优势），导致价格上涨。然后供需平衡发生逆转；供给超过了需求（卖方占优势），导致价格下跌。经过一个价格谷底后，买方再次占优势，价格上涨。如果交易者发现价格未能突破第一个顶部的水平，卖方可能再次占据上风，压低价格，形成双顶。如果价格跌破颈线，则通常被视为一个熊市信号。
两个高峰之间的时间间隔也是判断双重顶形态存在与否的一个因素。如果两个顶部出现在相同水平但时间非常接近，那么它们很可能是盘整的一部分，趋势将恢复。
交易量是解读这种形态的另一个指标。价格在交易量增加的情况下达到第一个高峰，然后在低交易量的情况下跌入谷底。再次试图上涨到第二个高峰的价格应该是在较低的交易量下进行的。

## 双重底

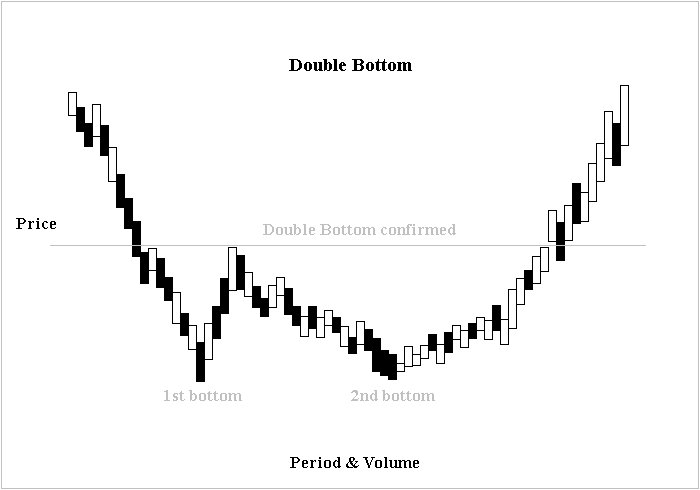
双重底确认

双底是在下跌市场中的结束形态。它与双顶完全相同，只是价格关系相反。该模式由两个价格最低点组成，它们之间由局部高峰分隔，定义了颈线。当价格上升到颈线以上时，形态被完成和确认，表明进一步的价格上涨即将发生或极有可能发生。
与双顶形态相关的大多数规则也适用于双底模式。在价格平稳的第二个底部形成时，交易量应该在上涨期间显示明显增加。